# Lamottové z Frintropu
Lamottové z Frintropu nebo La Motte von Frintrop (respektive Lamotte de Frintropp) byl šlechtický rod původem z Francie, který se za třicetileté války a během pobělohorských konfiskací usadil v Čechách. První statky získali v oblasti Jizerských hor od Albrechta z Valdštejna. Během 17. a 18. století rozšiřovali své majetkové aktivity do východních a západních Čech a v roce 1657 získali šlechtický titul rytíře. Na svých statcích nechali vybudovat několik zámků, žádný z nich se ale v původní podobě nedochoval do současnosti (Sychrov). Členové rodu sloužili v armádě a také v nižších zemských úřadech, v jedné linii dosáhli v roce 1756 titulu svobodných pánů. Kvůli vysokému zadlužení během 18. století museli prodat všechny majetky v Čechách (naposledy se jednalo v roce 1794 o statek Jesenný). Následně potomci rodu sloužili převážně v armádě a žili mimo Čechy.

## Historie rodu

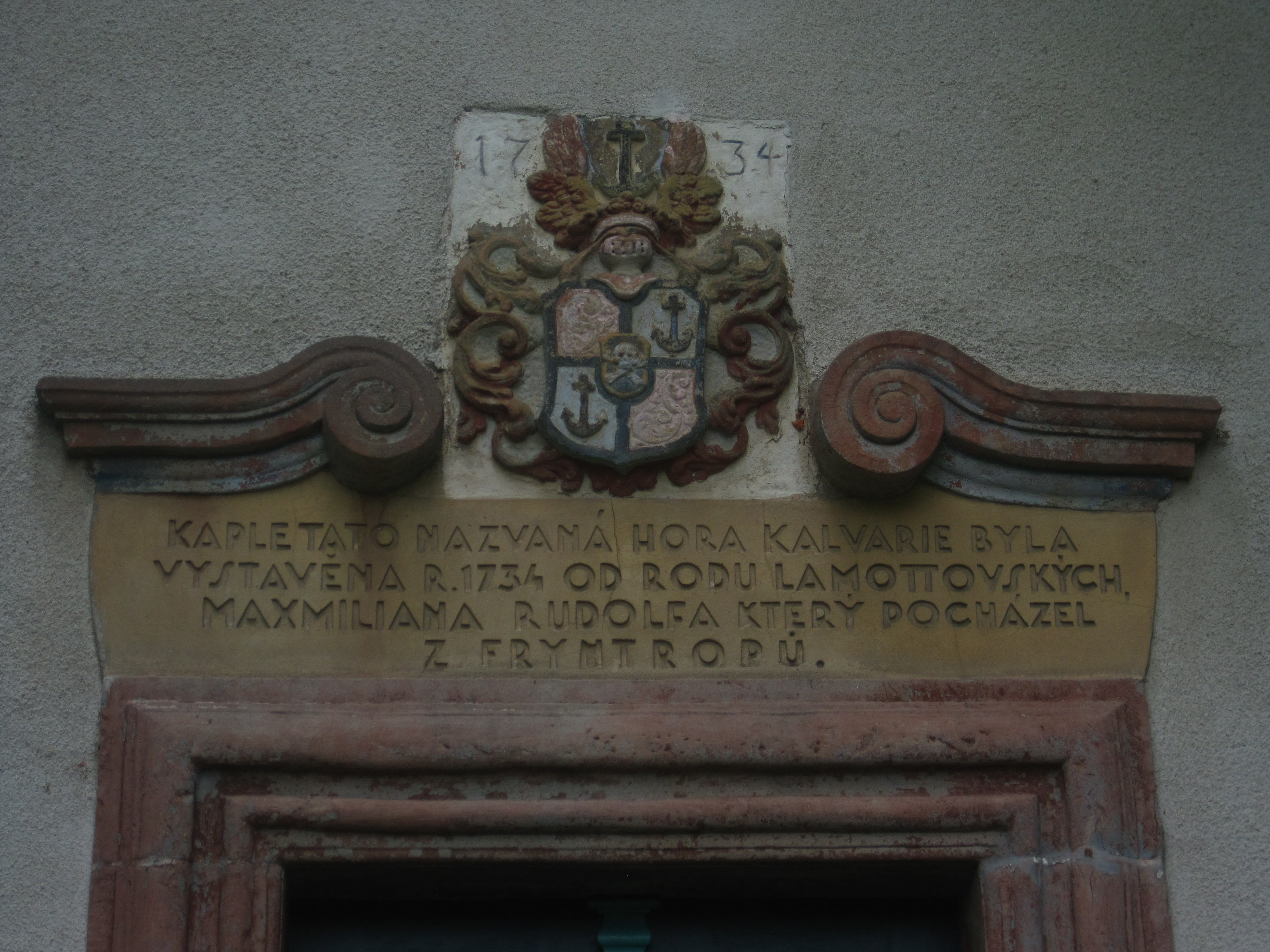
Erb Maxmiliána Rudolfa Lamotta (kaple sv. Kříže), Jesenný)

Z rodu se v Čechách poprvé objevil Pierre Antoine de La Motte, který byl za třicetileté války plukovníkem císařské armády a velitelem jezdectva. Po jeho smrti manželka Gertruda zajistila své potomstvo majetkem získaným v Čechách. Gertruda, rozená Schivelbergová (1575–1654), pocházela z Nizozemí a poprvé byla provdaná za Joachima Frintroppa, který byl také důstojníkem Valdštejnovy armády. Pierre Antoine de La Motte byl jejím druhým manželem a adoptoval děti z Gertrudina předchozího manželství, rodina následně užívala jméno Lamotte de Frintropp, neboť původní tvar rodového příjmení de La Motte užívali v Čechách jeho synové z prvního manželství (Jean a Wenzel) usazení v Horažďovicích od roku 1619. V roce 1627 koupila Gertruda od Albrechta z Valdštejna za 30 000 zlatých panství Jesenný a Návarov s řadou okolních vesnic. Tyto statky byly v lenním svazku Frýdlantského vévodství a dědičné vlastnictví bylo Lamottům přiznáno až v roce 1653. Gertruda na svých statcích prosazovala rekatolizaci, potýkala se ale také s ambicemi významnějších majitelů sousedních panství Desfoursů a Gallasů, kteří si na Jesenný s Návarovem činili nárok. Pokračovatelem rodu byl Vincenc (1599–1670), který na konci třicetileté války osobně bránil svůj hrad Návarov proti útoku Švédů. Po úmrtí matky Gertrudy se na základě její poslední vůle majetkově vyrovnal se sestrami a jako svůj dědický podíl převzal Jesenný, kde nechal vybudovat raně barokní zámek vzniklý přestavbou staré tvrze (1664). V roce 1657 získal šlechtický titul rytíře spolu s českým inkolátem a ke zděděným statkům získal menší panství Albrechtice, které koupil v roce 1669 za 13 000 zlatých. Mimo jiné byl mecenášem katolické církve, podporoval především kostel Navštívení Panny Marie v Bozkově, kde nechal zřídit rodovou hrobku a jako první sem byl pohřben. Několik dalších členů rodu je pochováno ve františkánském kostele v Turnově.

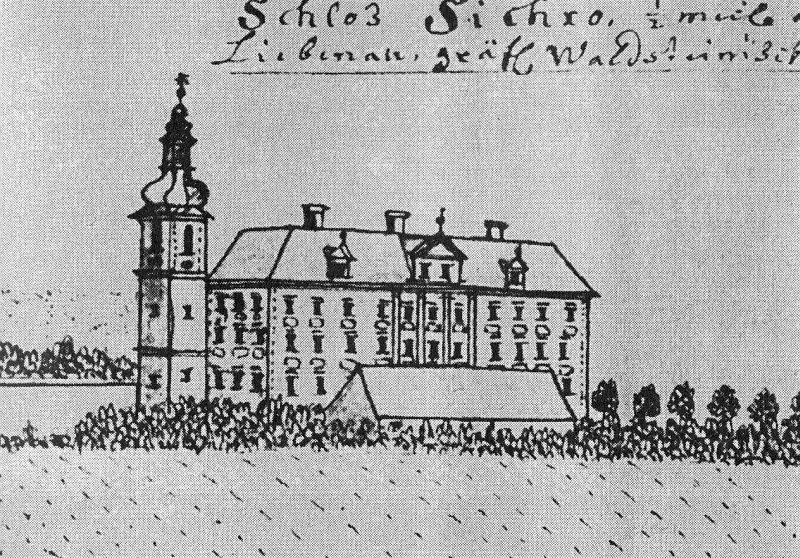
Zámek Sychrov (1752)

Pokračovatelem rodu byl syn Vincenc (1632–1680), který nechal postavit menší zámek v Albrechticích. Jeho syn Jan Jakub (1666–1733) pak v letech 1690–1693 postavil honosnější barokní sídlo v Sychrově. V roce 1710 přikoupil statek Starý Dub a také zde nechal postavit menší zámek v areálu hospodářského dvora.Působil také ve státních službách a v letech 1723–1729 byl hejtmanem boleslavského kraje. Jana Jakuba připomíná jeho erb nad vchodem do kostela sv. Mikuláše ve Světlé pod Ještědem. Jeho syn František (1706–1747) musel kvůli dluhům prodat Sychrov a jeho novými majiteli se stali Valdštejnové (1740), kteří jej připojili ke svému sousednímu panství Svijany. Současná podoba sychrovského zámku pochází až z velkorysé romantické přestavby v 19. století za dalších majitelů Rohanů. Po prodeji Sychrova se František Lamotte usadil ve Starém Dubu. Zemřel bez potomstva a po jeho smrti byl prodán i Starý Dub (1750).

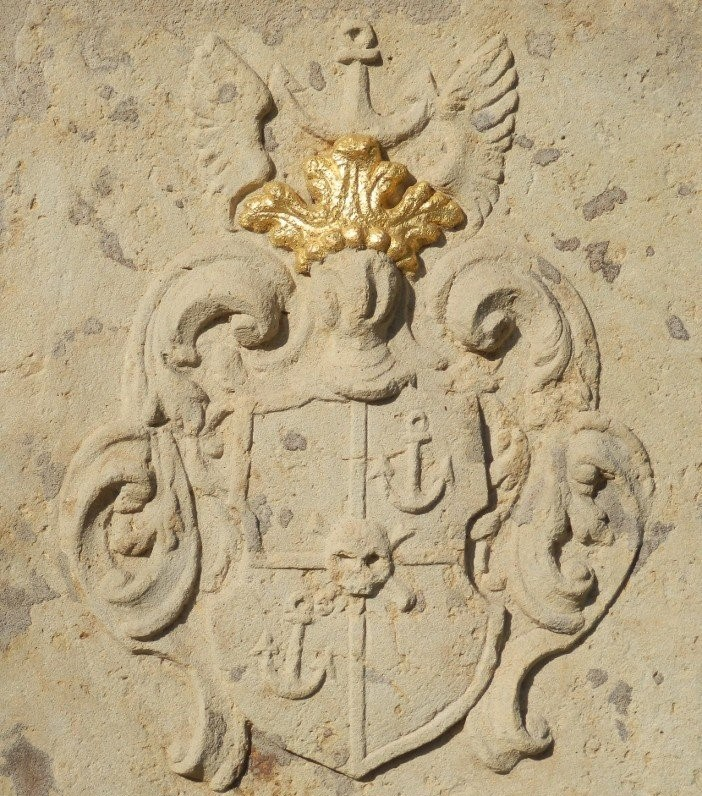
Erb Jana Václava Lamotta na podstavci sochy sv. Jana Nepomuckého (Holovousy

Mladší Vincencův syn Maxmilián Rudolf (1668–1736) zdědil Jesenný, kde nechal upravit zámek a přistavět k němu kapli (1715). Jeho jméno a erb připomíná nedaleká poutní kaple sv. Kříže z roku 1734. Pravděpodobně jako výhodnou investici vlastnil v letech 1702–1725 statek Kostrčany v západních Čechách, kde vznikl menší zámek. Zámek je zde výslovně zmiňován až v 19. století, ale již ve smlouvě z roku 1725, kdy Maxmilián Rudolf prodával statek Clary-Aldringenům se uvádí panské sídlo (Schlössl) Po jeho prodeji koupil v roce 1728 statek Holovousy u Hořic s pěti vesnicemi, který byl určen pro mladšího syna Jana Václava, zatímco starší Josef (1692–1769) převzal Jesenný. V další generaci musel Jan Nepomuk (1738–1819) prodat Jesenný (1794) a jednalo se o poslední pozemkový majetek Lamottů v Čechách.
Zakladatelem panské linie byl Jan Václav Lamotte (1701–1768), mladší syn Maxmiliána Rudolfa. Po otci zdědil statek Holovousy, kde byl starý renesanční zámek, rodina pobývala také v nedalekých Hořicích. V Holovousech Lamottové prosluli finanční podporou kostela sv. Bartoloměje v Chodovicích, jehož vchod je zdobem rodovým erbem. Nákladem Jana Václava vznikla v Holovousech také socha sv. Jana Nepomuckého, na jejímž podstavci je dochován rodový erb (1751). Jan Václav byl císařským radou a v letech 1746–1751 hejtmanem hradeckého kraje. Po reorganizaci státní správy a rozdělení hradeckého kraje na dva menší celky byl pak v letech 1751–1763 hejtmanem nově vzniklého bydžovského kraje. Za zásluhy byl v roce 1756 povýšen do stavu svobodných pánů. Jeho starší syn Jan Josef (1745–1819) byl c. k. guberniálním radou a policejním ředitelem v Praze. Z manželství s Klárou Turbovou měl čtyři dcery, které zemřely v dětství. V roce 1786 kvůli dluhům prodal Holovousy a nadále již tato linie žádný majetek v Čechách nevlastnila. Pokračovatelem rodu byl Maxmilián František (1748–1823), který byl důstojníkem císařské armády a vojenská služba se pro jeho potomstvo stala tradicí po několik následujících generací. Maxmiliánovi synové František (1782–1845) a Jiří (1787–1859) dosáhli hodnosti generálmajora. a závěr své vojenské kariéry strávili v Itálii, oba také získali titul c. k. komořího. V další generaci Karel (1833–1864) padl v dánsko-německé válce a jeho bratr František de Paula (1835–1910) byl majorem c. k. zeměbrany. V rakouské armádě se naposledy připomíná František (* 1870), který se později vystěhoval do USA.
Během 17. až 19. století se Lamottové díky sňatkům spříznili s řadou starobylých českých rodin z nižší šlechty (Deymové ze Stříteže, Kapounové ze Svojkova, Zárubové z Hustířan, Obytečtí z Obytec). V Čechách z rodiny Lamottů naposledy prokazatelně pobývala Marie Friderika (1789–1858), která se provdala do rodu Vančurů z Řehnic, zemřela v Praze a je pohřbená v Chotěboři.

## Osobnosti
- Jan Jakub (1666–1733), hejtman boleslavského kraje, stavebník zámku v Sychrově
- Jan Václav (1701–1768), císařský rada, hejtman hradeckého a bydžovského kraje, 1756 povýšen do stavu svobodných pánů
- František de Paula (1782–1845), c. k. generálmajor, velitel v Mantově
- Jiří (1787–1859), c. k. generálmajor

## Sídla rodu v Čechách
- Albrechtice (1669–1740)
- Holovousy (1728–1786)
- Jesenný (1627–1794)
- Návarov (1627–1666)
- Kostrčany (1702–1725)
- Starý Dub (1710–1750)
- Sychrov (1669–1740)